# Clitemnestra

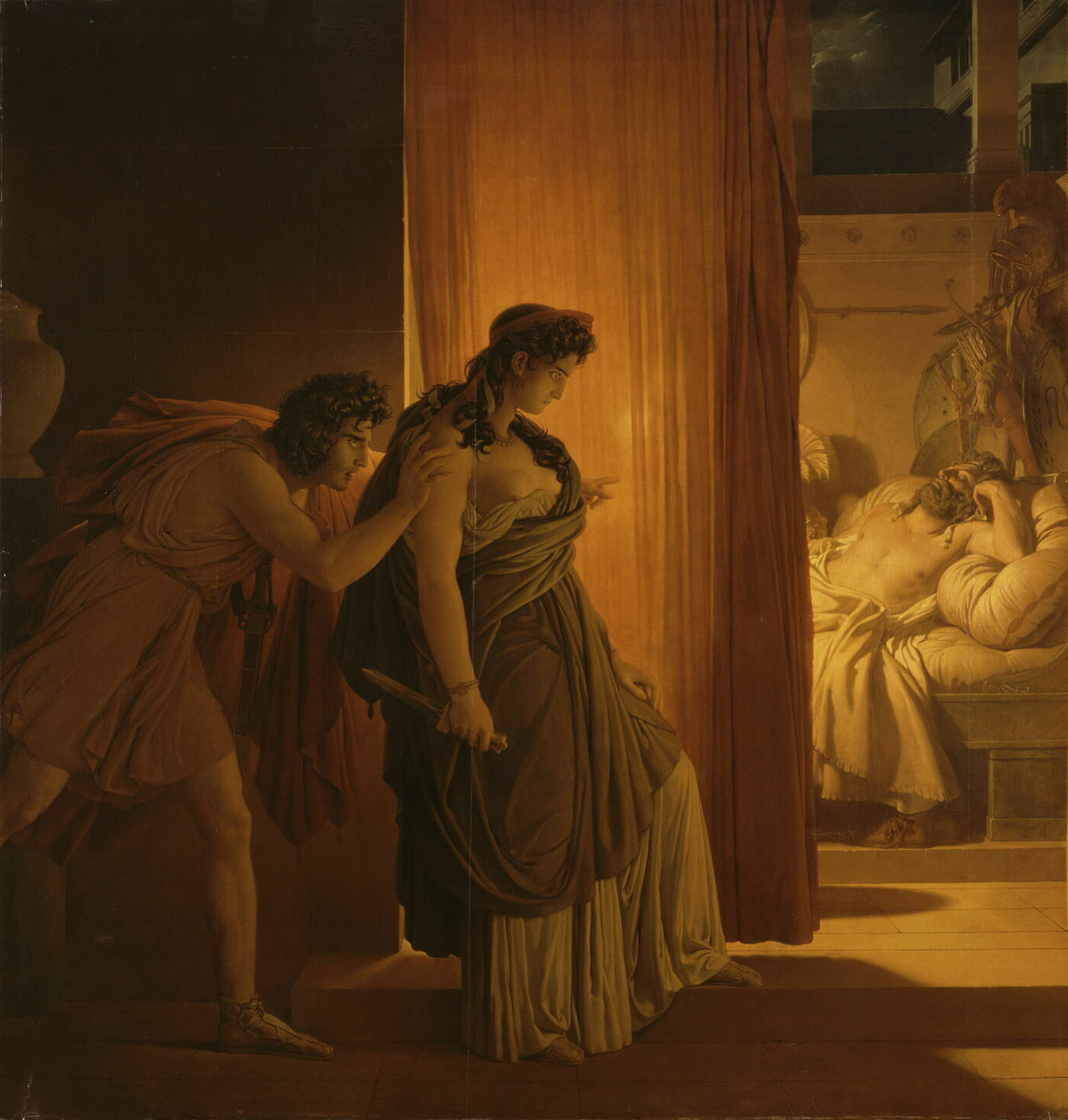
Clitemnestra y Egisto a punto de matar a Agamenón. Pintura de Pierre Narcisse Guérin. Museo del Louvre.

En la mitología griega, Clitemnestra o Clitemestra (en griego, Κλυταιμνήστρα, Κλυταιμήστρα) mítica reina consorte de Micenas y madre de Ifigenia, Electra y Orestes, fue esposa de Agamenón (comandante de los ejércitos griegos en la guerra de Troya) y media hermana de Helena de Esparta. 
En la Orestíada de Esquilo, Clitemnestra toma a Egisto como amante mientras su esposo está en la guerra, y asesina a Agamenón (según Eurípides, su segundo marido) y a la princesa troyana Casandra, a quien Agamenón había tomado como botín de guerra tras el saqueo de Troya. Clitemnestra fue luego asesinada por su hijo, Orestes, con la ayuda de su hermana Electra, en venganza por el asesinato de su padre. Según Esquilo, Clitemnestra se ve obligada a asesinar a Agamenón en parte para vengar la muerte de su hija Ifigenia, a quien Agamenón había sacrificado para triunfar en la guerra, en parte por su amor adúltero hacia Egisto y en parte como agente de la maldición sobre la familia de Agamenón, la Casa de Atreo. 
La historia de Clitemnestra también se cuenta en obras de teatro de Sófocles y Eurípides. En la Odisea de Homero, sin embargo, su papel en la muerte de Agamenón no es claro y su carácter es significativamente más moderado. 

## Nacimiento
Se dice que Leda de bucles hermosos, semejante a los resplandores de la luna, subió al fecundo lecho de Tindáreo y alumbró a Timandra, a Clitemestra de ojos de vaca y a Filónoe. Otros llaman a las hermanas Febea, Clitemnestra y Helena. Pero es fama que Zeus en figura de cisne yació con Leda, y en la misma noche lo hizo también con Tindáreo; Zeus engendró a Pólux y a Helena, y Tindáreo a Cástor y a Clitemestra. El Primer Mitógrafo Vaticano dice que Leda puso dos huevos, uno contenía a los Dioscuros y el otro a Helena y Clitemnestra. Estesícoro dice que Tindáreo al hacer sacrificio a los dioses se olvidó de Afrodita y que, irritada por ello la diosa, hizo a sus hijas abandonadoras de maridos. Por eso Tindáreo engendró una estirpe de hijas marcadas para la censura y de mala fama a través de la Hélade: Helena, Clitemnestra y Timandra.

## Boda con Agamenón
En la versión trágica Agamenón y Clitemnestra se encontraban inmersos en una pelea, pues Agamenón había decidido sacrificar a Ifigenia. Clitemnestra, indignada, le recrimina su pasado:
«En primer lugar, para enunciar mis reproches contra ti desde el comienzo, me desposaste contra mi voluntad y me conseguiste por la violencia, después de asesinar a mi anterior marido, Tántalo, y tras haber estrellado contra el suelo a mi pequeño hijo, que arrancaste brutalmente de mis pechos. Entonces los dos hijos de Zeus [los Dioscuros], hermanos míos esplendentes sobre sus corceles marcharon contra ti. Pero mi padre, el viejo Tindáreo, te protegió cuando viniste a él como suplicante, y otra vez obtuviste mi lecho. Desde entonces quedé reconciliada contigo, y confirmarás que hacia ti y tu casa fui una mujer sin reproche».
La versión de la poesía épica dice que por su belleza, el rey de hombres Agamenón desposó a Clitemestra de sombría mirada. Clitemestra dio a luz en palacio a Ifímede, a Electra y más tarde a Orestes, que, como es fama, ya mozo, se vengó del asesino de su padre y mató a su altiva madre con el bronce cruel. Homero dice que Agamenón y Clitemnestra tuvieron tres hijas: Crisótemis, Laódica e Ifianasa. Pero la Ifianasa homérica y la Ifímede hesiódica es más conocida como Ifigenia, como la nombran los trágicos. En algunas tradiciones, sin embargo, se decía que Ifigenia era en realidad hija de Helena y de Teseo, pero había sido criada por Clitemnestra como si fuese su propia hija.

## Sacrificio de Ifigenia
Cuando toda la flota aquea estaba en el puerto de Áulide dispuesta a partir a luchar en la guerra de Troya, Agamenón se había ganado la cólera de la diosa Artemisa. Debido a esto, la flota estaba detenida sin poder partir por la ausencia de vientos favorables. 
El adivino Calcante fue interrogado para saber cómo aplacar a la diosa, y la respuesta fue que se debía sacrificar a la hija más hermosa de Agamenón en nombre de la diosa Artemisa, para que esta los dejara partir. El rey al principio se negó pero, presionado por su hermano Menelao, tuvo que enviar un mensaje a Clitemnestra para que hiciera enviar a su hija Ifigenia desde Micenas hasta Áulide con el pretexto de casarla con Aquiles. Luego Agamenón trató de impedir el sacrificio enviando secretamente otra carta a Clitemnestra en la que le decía que no enviara a su hija, pero esta carta fue interceptada y no llegó a su destino. Al no haber otra solución, Agamenón consintió en hacer el sacrificio. 
En algunas versiones, Clitemnestra acompañó a su hija en ese viaje. Según cuenta la versión más conocida, cuando Ifigenia llegó y el sacrificio se iba a realizar, la diosa se apiadó de la joven y puso en su lugar una cierva. Se llevó a Ifigenia a Táuride, donde la convirtió en su sacerdotisa. Según cuenta Hesíodo, Artemisa salvó la vida de Ifigenia y la convirtió en la diosa Hécate.
Sin embargo, existen variaciones sobre el tema: según la versión de Sofocles, el sacrificio sí ocurre, y justifica que Clitemnestra, en venganza por la muerte de su hija, mate a Agamenón al volver este de la Guerra de Troya.

## Clitemnestra y Egisto

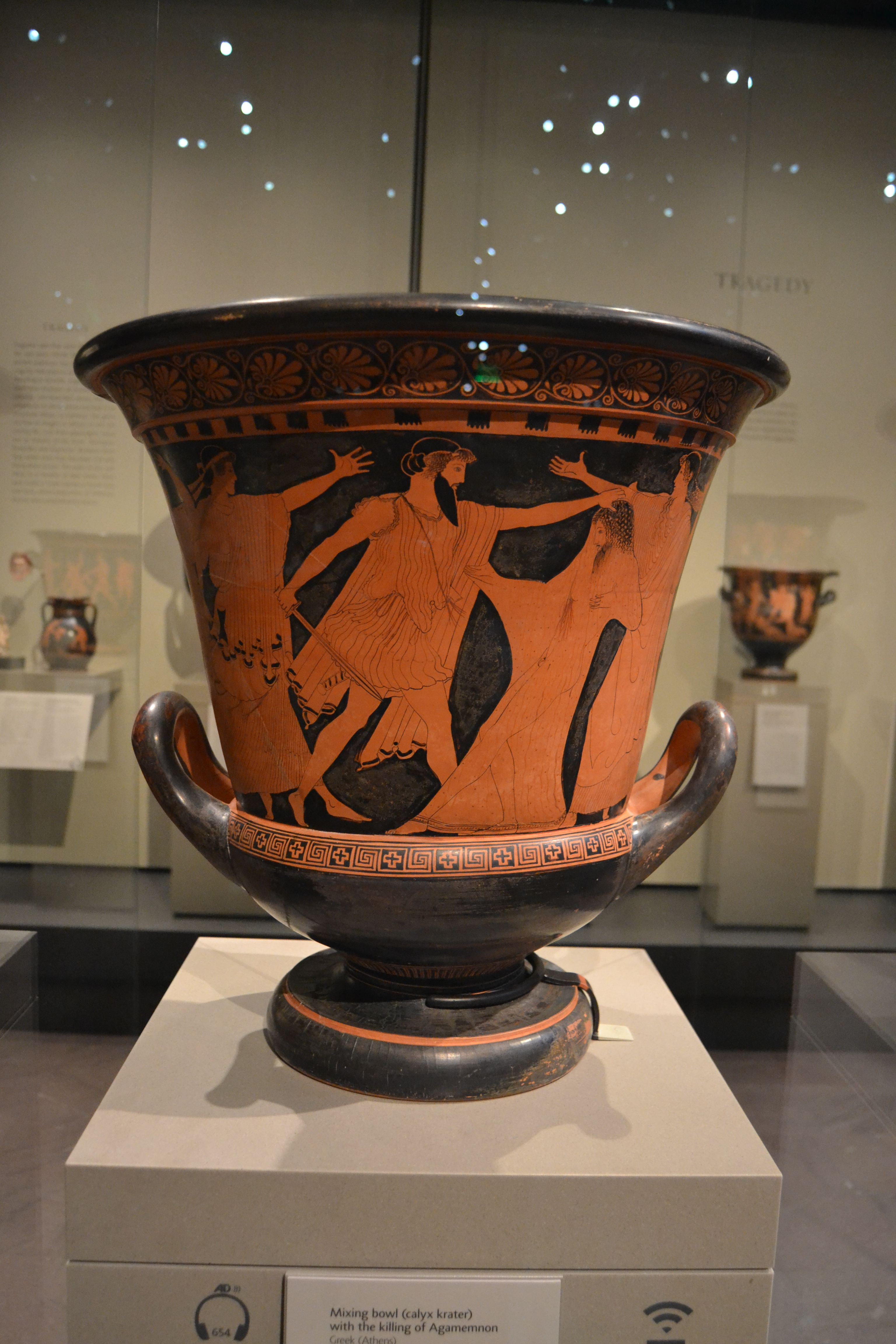
Crátera de cáliz de figuras rojas atribuida al pintor de la Dokimasia (siglo V a. C.) donde se representa la muerte de Agamenón. En esta pintura es Egisto quien asesta el golpe mortal a Agamenón. Este está cubierto con una túnica. A la izquierda, con el brazo alzado, se encuentra Clitemnestra. La escena incluye también otras figuras femeninas, que son probablemente Electra, Casandra y Crisótemis. Boston, Museo de Bellas Artes.

Agamenón había puesto a Clitemnestra bajo la vigilancia de un aedo, pero Egisto, primo de Agamenón, se lo llevó a una isla desierta y sedujo a Clitemnestra, que se convirtió así en su amante. Clitemnestra había sido predispuesta a cometer adulterio debido a que Nauplio había recorrido Grecia para difundir noticias a diversas reinas de que sus maridos estaban tomando concubinas durante la guerra de Troya.
Cuando Agamenón regresó a Micenas, fue asesinado. Circulan diferentes variantes sobre las circunstancias de su muerte. Según la Odisea fue Egisto quien ideó una emboscada y lo mató, tras invitar a un banquete a él y a sus compañeros. En esta versión contó con la complicidad de Clitemnestra, aunque no está claro de qué manera. En cambio, en la tragedia Agamenón de Esquilo es Clitemnestra la que idea un plan y lo ejecuta, tras enredarlo con una túnica mientras estaba en la bañera. Con respecto a Casandra, una princesa y adivina troyana que Agamenón había traído consigo, fue asesinada por Clitemnestra según la Odisea.
Clitemnestra y Egisto reinaron en Micenas y tuvieron una hija, Erígone, pero varios años más tarde murieron a manos de Orestes, que había sido puesto a salvo por su hermana Electra y vengó así la muerte de su padre. Otros, en cambio, a la niña la llaman Helena la segunda. O que Erígone al final no se salvó porque Artemisa la puso a salvo. En el Aletes de Sófocles, tragedia hoy día perdida, también se menciona a Aletes, un hijo de Egisto (e implícitamente también pudiera serlo de Clitemnestra) que fue muerto a manos de Orestes.

## Tumba de Clitemnestra

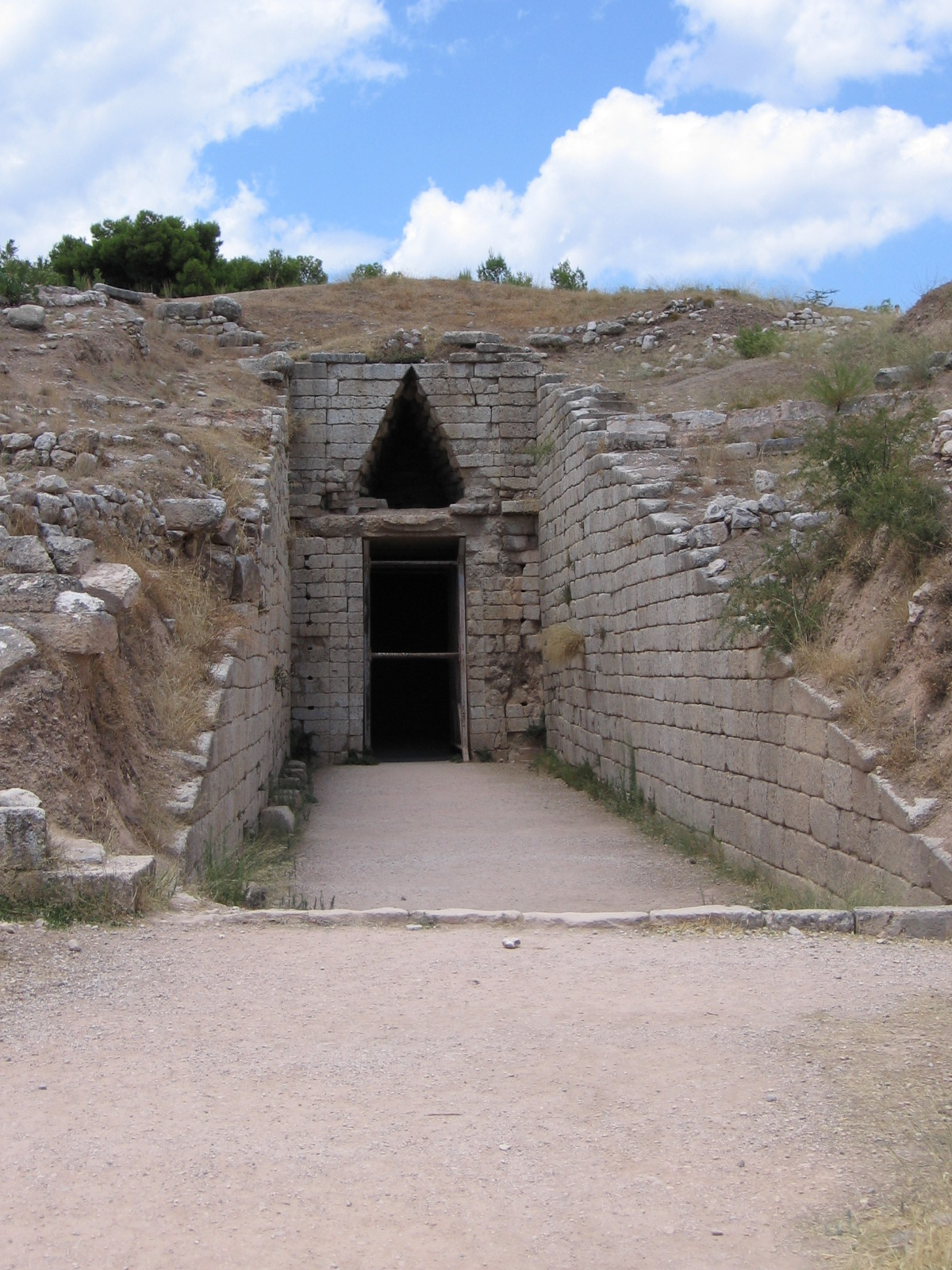
Tumba de Clitemnestra, fuera de las murallas de Micenas.

Existía la tradición de que la tumba de Clitemnestra estaba situada, como la de Egisto, en un lugar fuera del recinto de las murallas de Micenas.
A principios del siglo XIX se descubrió fuera de las murallas de Micenas una tumba de cúpula que ha sido datada en el siglo XIII a. C. y que más tarde fue llamada «tumba de Clitemnestra». Esta tumba se encuentra al sudeste del llamado Círculo de tumbas B.